# 갈바트론

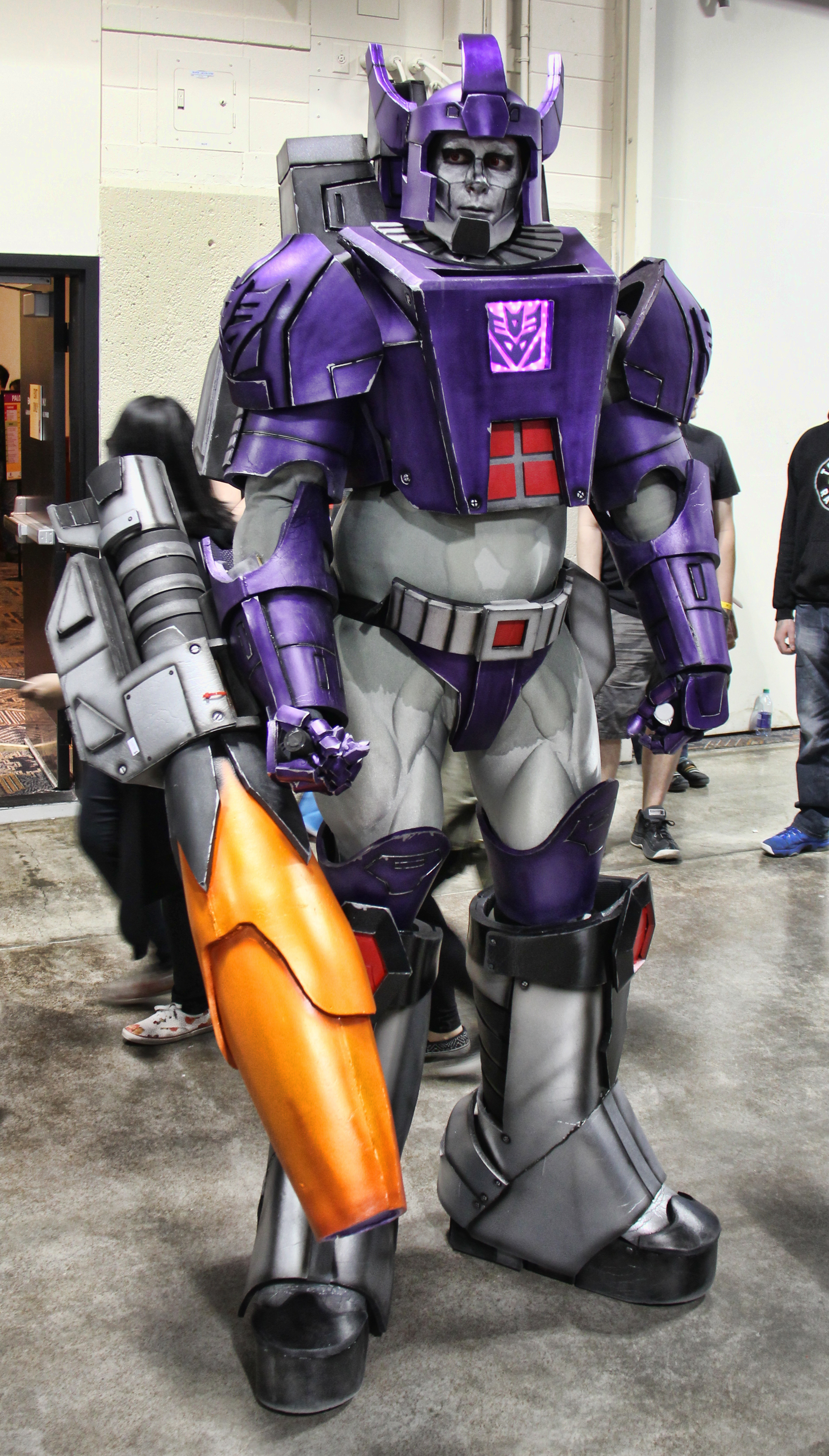

갈바트론(Galvatron)은 메가트론이 강화된 트랜스포머이다. 다중우주 설정으로 다른 세계관, 다른 작품의 갈바트론도 등장하나 다른 인물들이다.

## 상세
원작 세계관인 트랜스포머 더 무비에서는 유니크론을 만나 업그레이드된다. 실사영화 세계관 트랜스포머: 사라진 시대에서는 시카고 전투 후 메가트론이 시체로 인간들에게 기술을 뽑히는 척하며 그들이 자신의 몸을 재구성해 주도록 유도하였으며 중국 공장에서 스스로 기동한다. 영화에서는 유니크론의 힘으로 모습을 자유자재로 바꿀 수 있었다. 그런데 갈바트론은 프로그래밍 된 대로 행동하지 않고 계속해서 자동차들을 파괴시켰고 미사일을 민간인에게 쏘기도 했다. 하지만 갈바트론이 오작동을 하는 것이 아니라는 것을 알아챈 정부가 즉시 갈바트론 파괴 명령을 내렸으나 실패하고 말아 옵티머스 프라임이 파괴될 뻔했다.

## 성우
- 트랜스포머 더 무비 - 레너드 니모이
- 트랜스포머 G1, 트랜스포머: 사라진 시대 - 프랭크 웰커